# 中雨龍臨時乘降場
中雨龍臨時乘降場（日语：／ Naka-Uryu Karijiyoukoujiyou */?）是位於北海道雨龍郡雨龍町，隸屬於日本國有鐵道（國鐵）札沼線，已廢除的臨時乘降場。在升格成為正式車站前已被廢除。

## 歷史
- 1956年（昭和31年）11月16日 - 設立中雨龍臨時乘降場。
- 1972年（昭和47年）6月19日 - 札沼線新十津川至石狩沼田路段廢除，本車站同時廢站。

## 車站構造
當時是側式月台1面1線的地面車站，月台位於新十津川方向的左方。設有候車室。

## 車站周邊
- 雨龍中學
- 雨龍小學

## 相鄰車站
日本國有鐵道
札沼線
雨龍－中雨龍－石狩追分